# Christiaan Slieker
Christiaan Slieker (né à Leeuwarden en 1861 et mort à Assen le 9 mars 1945) était un projectionniste néerlandais ambulant des débuts du cinéma. On lui doit la première projection d'un film aux Pays-Bas en 1896.

## Biographie
Christiaan Slieker est issue d'une famille frisonne de forains.
En 1896, il acheta un cinématographe fabriqué par H.O. Foersterling & Co., et, le 15 ou le 16 juillet 1896, il fit, à Leeuwarden, la première projection d'un film aux Pays-Bas. Cette même année, c'est aussi lui qui diffusa le premier film de fiction néerlandais : Gestoorde hengelaar de M.H. Laddé.
Ce fut le début d'un spectacle itinérant qu'il appela le Grand Théâtre Edison.

## Source
- (nl) Cet article est partiellement ou en totalité issu de l’article de Wikipédia en néerlandais intitulé « Christiaan Slieker » (voir la liste des auteurs).